# 南海草鳗
南海草鳗（学名：Chlopsis nanhaiensis）也称南海擬鯙，是草鳗科（擬鯙科）草鳗属（擬鯙屬）的一种。模式标本采集自台湾屏东县东港鱼市。

## 鉴别特征
身体明显双色，背部呈暗灰褐色，腹部颜色明显较浅；背鳍起自鳃孔后一眼径处；脊椎骨数量较少（正模120，配模118+）。